# Quatuor à cordes d'Eisler
Pour les articles homonymes, voir Quatuor à cordes (homonymie).
Le Quatuor à cordes opus 75 est un quatuor pour deux violons, alto et violoncelle d'Hanns Eisler. Composé en 1938, il adopte la technique sérielle.

## Structure
1. Andante : thème simple posé par le violoncelle qui présente la série suivie de sa rétrogradation par mouvement contraire avec pas moins de quarante et une brèves variations.
2. Finale : allegretto con spirito, forme sonate sur un thème qui reprend la série de douze sons en variant le rythme et l'articulation.